# UEFA欧州女子選手権1993
UEFA欧州女子選手権1993（英: UEFA Women's Euro 1993）は、1993年6月29日から7月4日にかけて、イタリアで開催された第5回目のUEFA欧州女子選手権（女子ユーロ）である。決勝でノルウェーが開催国のイタリアを破って優勝した。

## 開催方式
予選では、23チームが8グループ（それぞれ3チームずつ。1つのグループのみ2チーム）に分けられ、各グループの1位が準々決勝に進む。準々決勝は2レグ制のノックアウトラウンドである。
準決勝と決勝は1試合制で行われ、決勝の勝利チームが優勝となる。準決勝で敗退したチームは3位決定戦を行なう。

## 結果

### 準決勝
| 1993年6月29日 |

| ノルウェー        | 1 - 0 | デンマーク |
| アンデルセン 63分 |       |            |

| スポルティーリア（サンタ・ソフィーア） 観客数: 1,000人 |

| 1993年6月30日 |

| イタリア        | 1 - 1 (延長) | ドイツ      |
| モラーチェ 63分 |              | モール 56分 |
|                 | PK戦         |             |
|                 | 4 - 3        |             |

| スタディオ・ロメオ・ネーリ（リミニ） 観客数: 3,000人 |

### 3位決定戦
| 1993年7月3日 |

| デンマーク                              | 3 - 1 | ドイツ          |
| マッケンジー 10分, 42分 · ニッセン 35分 |       | マイナート 31分 |

| スタディオ・アルフィエロ・モレッティ（チェゼナーティコ） 観客数: 500人 |

### 決勝
| 1993年7月4日 |

| ノルウェー        | 1 - 0 | イタリア |
| ヘグスタッド 75分 |       |          |

| スタディオ・ディノ・マヌッツィ（チェゼーナ） 観客数: 7,000人 主審: アルフレト・ヴィーザー |

## 優勝国
| UEFA欧州女子選手権1993優勝国  |
| ----------------------------- |
| · ノルウェー · 3大会ぶり2回目 |